# Siberia – Tödliche Nähe
Siberia – Tödliche Nähe (Originaltitel: Siberia) ist ein US-amerikanischer Film aus dem Jahr 2018. Regie führte Matthew Ross, die Hauptrollen haben Keanu Reeves als krimineller Diamantenhändler Lucas Hill und Ana Ularu inne. Veronica Ferres ist in einer Nebenrolle zu sehen. Das Romantik-Drama spielt überwiegend im sibirischen Mirny und in St. Petersburg, wobei die Dreharbeiten für die in Sibirien spielenden Teile des Films in der kanadischen Provinz Manitoba stattfanden.

## Handlung
Der kriminelle US-amerikanische Diamantenhändler Lucas Hill, der sich in Russland auskennt und fließend Russisch spricht, will gemeinsam mit einem russischen Freund in St. Petersburg Diamanten an den russischen Oligarchen Volkov verkaufen. Als sein Freund mit der Ware verschwindet, reist Hill nach Mirny in Sibirien, wo sich der Freund aufhalten soll und der Bruder des Freundes in einer großen Diamantenmine arbeitet. Hier lernt er Katya kennen, die Inhaberin eines kleinen Restaurants ist und die zeitweilig im australischen Brisbane gelebt hat und daher fließend Englisch spricht. Zwischen Hill und der jungen Russin entwickelt sich eine Romanze. Als sich herausstellt, dass die zur Veräußerung bestimmten Diamanten gefälscht sind, der russische Freund weiter verschollen bleibt und auch der russische Inlandsgeheimdienst an dem Diamantenhandel Interesse hat, spitzt sich die Lage für Hill und damit verbunden auch für Katya zu.

## Kritiken
„Siberia - Tödliche Nähe“ wurde überwiegend absolut schlecht beurteilt. So stehen auf Rotten Tomatoes Rezensionen wie: „Ein mühsames, schwerfälliges Erlebnis, das in jeder Hinsicht kalt ist.“; „Die Handlung dreht sich gerade so weit, dass man denkt, es ginge etwas Komplexeres vor sich. Letztendlich ist es aber nicht so.“ oder: „Sibera ist einer der langsamsten und langweiligsten Diamantenschmuggel-Thriller, die man je gesehen hat.“
Die Redaktion des Lexikon des internationalen Films vergab einen von fünf Sternen und resümierte, dass der Film „sich allzu sehr aufs Star-Appeal seines Hauptdarstellers [verlasse] und […] seine Geschichte zu konfus und unplausibel [entwickle], um damit zu fesseln.“
Der Blog „zultfilm“ lobt Bild und Ton, kam allerdings auch zu einem negativen Gesamtergebnis: „Regisseur Matthew Ross, mischt in seinem dritten Film, das Thriller-Genre mit einer Lovestory und punktete bei mir nur in Bild und Ton. Ästhetisch anspruchsvoll und glattgebügelt … kann Siberia wenigstens optisch wie akustisch was rauszaubern, denn von Inhalt und dem Finale wird der Zuschauer nicht satt. … Fazit: Viel Melancholie und eine Menge romantic interest, sorgen in diesem steifen und konstruierten Thriller für ein lähmendes Tempo. Siberia läuft nie zur Höchstform auf und verliert sich immer wieder in der schwermütigen Charakteristika der Figuren. Siberia fehlt schlichtweg der Kniff, dem Zuschauer eine durchgehende glaubwürdiges Szenario zu bieten und beendet den Film mit einem lauen Finale.“
In der TV-Zeitung TV Movie steht als Kurzkritik: „Die Story ist ohnehin schon sehr dünn. Obendrein wird sie auch noch langatmig und langweilig inszeniert.“
Der Film kam übrigens nicht in die Deutschen Kinos, so die Redaktion von Filmstarts und weiter merkten sie an: „Die beiden Filme (Siberia vs John Wick) sind zudem nur bedingt miteinander vergleichbar. Wo Reeves beim letzten Mal noch einen abgebrühten Killer spielte, gibt er hier nur einen Kaufmann mit krimineller Energie. Wobei Energie vielleicht nicht das passendste Wort ist, denn wie so oft zeigt sich der Darsteller von einer so stoischen Seite, als wäre er mitten im Schlaf gestört worden.“